# Marcelo Varzea
Marcelo Pinto Varzea, mais conhecido como Marcelo Varzea (Rio de Janeiro, 21 de janeiro de 1967), é um ator brasileiro.

## Biografia
Se formou em artes cênicas pela CAL (Casa das Artes de Laranjeiras), a renomada escola de teatro da Zona Sul do Rio de Janeiro. A estreia na televisão veio em 1990 interpretando um pequeno personagem na minissérie Meu Marido na Rede Globo, que acabou sendo encurtada.
Em seguida o ator fez suas malas e fui rumo à São Paulo para viver de seu trabalho no teatro. Foi aí que o ator começou a fazer publicidade. Em 1998 Marcelo entrou para uma oficina de atores na Rede Globo. No mesmo ano entra para o elenco de Estrela de Fogo na Rede Record, fazendo então sua primeira novela, onde interpretou Zeca.
Desde então, o ator fez alguns projetos na televisão, passando por diversas emissoras. Na Globo participou de séries como Os Normais e Chiquinha Gonzaga, e de novelas como Força de um Desejo e Desejos de Mulher, Insensato Coração e outras. Na Record participou de Roda da Vida. Já no SBT participou das novelas Amor e Ódio, Pequena Travessa, Maria Esperança e Cristal.
Desde então continuou participando de diversos projetos na televisão em várias emissoras. Mas foi na 20ª temporada de Malhação, em 2012, que o ator ganhou repercussão, interpretando Lorenzo, o pai da protagonista Lia (Alice Wegmann) e fazendo parceria com Danielle Winits.
Quatro anos mais tarde, o ator retorna à televisão para interpretar o Delegado Celso em A Lei do Amor, de Maria Adelaide Amaral e Vincent Villari. A trama do policial ganhou destaque na trama e o ator chamou atenção. Em 2018 voltou a dirigir teatro, shows e eventos.
Ganhou o Premio de Humor, do Fábio Porchat, como melhor diretor de 2018, pela encenação de Michel III - Uma Farsa a Brasileira, de Fabio Brandi Torres. Em seguida vieram " A Porta da Frente", texto premiado de Júlia Spadaccini e Dolores, neste também como dramaturgo.
Ainda em 2018, Várzea encenou seu primeiro texto. O solo Silencio.doc , que fez duas temporadas de grande sucesso em SP, por fim virando livro da coleção Dramartugias, da Editora Cobogó.
Como dramaturgo também encenou Dolores, em 2019. Lara Córdula, atriz do monólogo, foi indicada avários prêmios, inclusive APCA
Em 2020 estrearão quatro textos inéditos de sua autoria,

## Filmografia

### Televisão
| Ano     | Trabalho/Obra                 | Personagem                    | Notas                                    |
| ------- | ----------------------------- | ----------------------------- | ---------------------------------------- |
| 1998    | Estrela de Fogo               | Zeca                          |                                          |
| 1999    | Chiquinha Gonzaga             | Petrônio Sá                   |                                          |
| 1999    | Força de Um Desejo            | Ubaldo                        |                                          |
| 2001    | Roda da Vida                  | Eric                          |                                          |
| 2001    | Os Normais                    | Armando                       | Episódio: "Um Pouco de Cultura é Normal" |
| 2001    | Amor e Ódio                   | Lúcio                         |                                          |
| 2002    | Desejos de Mulher             | Amigo de Renato               |                                          |
| 2002    | Pequena Travessa              | Guilherme                     |                                          |
| 2003    | Kubanacan                     | Cristóbal                     |                                          |
| 2004    | Um Só Coração                 | Guilherme de Almeida          |                                          |
| 2004    | A Diarista                    | Ademir                        | Episódio: ""Mata o Véio"                 |
| 2004    | A Diarista                    | Volotão                       | Episódio: "Um Botoque De Classe"         |
| 2004    | Senhora do Destino            | Gerente do Hotel              |                                          |
| 2006    | JK                            | Gabriel Passos                |                                          |
| 2006    | Cristal                       | Piero                         |                                          |
| 2007    | Maria Esperança               | Giovanni Lucarelli            |                                          |
| 2008    | Toma Lá, Dá Cá                | Edelmo Cedro da Cruz          | Episódio: "Vôo Cego "                    |
| 2008    | Casos e Acasos                | Luiz Eduardo                  | 3 episódios                              |
| 2008    | O Natal do Menino Imperador   | Conde D’Eu                    | Especial de fim de ano                   |
| 2009    | A Favorita                    | Médico                        | Episódio: "16 de janeiro"                |
| 2009    | Caras & Bocas                 | dono da loja de roupas        |                                          |
| 2010    | Separação?!                   | Delgado                       |                                          |
| 2011    | Insensato Coração             | Celso Batista / Juca Quaresma | Episódios: "11–16 de fevereiro"          |
| 2012–13 | Malhação: Intensa como a Vida | Lorenzo Martins               |                                          |
| 2014    | A Segunda Vez                 | Afonso                        | Episódio: "Não Me Mande Flores"          |
| 2015    | Vizinhos                      | Osmar                         |                                          |
| 2016    | A Lei do Amor                 | Celso Tavares (Dr. Celso)     |                                          |
| 2019    | Samantha!                     | Varella                       | Episódio: "4"                            |
| 2019    | Jezabel                       | Menahem                       |                                          |
| 2021    | Mundo Curiozoo                | Sr. Gregorio                  | Episódio: "Um Novo Zoo"                  |
| 2021    | Aruanas                       | Deputado Lopes                | Episódio: "10"                           |
| 2022    | Temporada de Verão            | Elias Aires Aguiar            |                                          |
| 2022    | Maldivas                      | Detetive Habacuque            |                                          |
| 2022    | Rota 66                       | Altair Castello               |                                          |
| 2023    | As Aventuras de José e Durval | Flávio Cavalcanti             | Episódio: "O Peso da Fama"               |
| 2023    | O Rei da TV                   | Carlos Renato                 |                                          |
| 2023    | Amar é Para os Fortes         | Delegado Viana                |                                          |

### Cinema
| Ano  | Título                                                    | Personagem       |
| ---- | --------------------------------------------------------- | ---------------- |
| 1996 | Loura Incendiária                                         | Mathias          |
| 1998 | Boleiros - Era uma Vez o Futebol...                       | Repórter         |
| 2000 | Deus Jr.                                                  | Alex             |
| 2005 | Perdidos                                                  | —                |
| 2012 | Os Penetras                                               | Paramédico       |
| 2016 | O Vendedor de Sonhos                                      | Executivo        |
| 2021 | A Menina Que Matou os Pais e O Menino Que Matou Meus Pais | Juiz Anderson    |
| 2022 | Hora de Brilhar                                           | Professor Chicão |
| 2023 | A Menina Que Matou os Pais - A Confissão                  | Juiz Anderson    |
| 2024 | Ainda Estou Aqui                                          | Ritor            |
| 2025 | Baby                                                      | Alexandre        |

## No teatro
- Rock in Rio - o Musical
- Elis - O Musical
- A Garota do Biquini Vermelho
- Tudo ao Contrário
- Cazuza Para Sempre
- A Ópera do Malandro
- O Primeiro Musical a Gente Nunca Esquece
- Caricias
- Quarto 77
- Silencio.doc. Um monologo com sua autoria e atuação.
- O Musical da Bossa Nova
- Estranho Casal
- Minh`alma è Imortal
- A Noite de Todas As Ceias
- Banheiro
- É O Fim Do Mundo!
- O Pequeno Mago
- Do Kitsch Ao Sublime - direção e roteiro com Thereza Piffer
- Michel III - Uma Farsa à Brasileira . Direção
- A Porta da Frente - Direção
- Dolores - Autoria e Direção